# César del Villar y Villate
César Víctor Augusto del Villar y Villate (Sestao, 23 de diciembre de 1843 – Guecho, 2 de septiembre de 1917) fue un militar y político español, que llegó a ser Ministro de la Guerra.

## Biografía
Nació en Sestao (Vizcaya), hijo de José Manuel Villar y Salcedo y de Antonia Villate de la Hera, hermana del general Blas Villate y, por tanto, con antecedentes militares en su familia, fue nombrado ministro de la Guerra en diciembre de 1904, cargo que desempeñó hasta enero del año siguiente en que dimitió al no estar conforme en que las sesiones de las Cortes se reanudaran el día del santo de Alfonso XIII. Fue Capitán General del Reino en Madrid, Jefe del Cuarto Militar del Rey y Teniente General de Barcelona. En 1875, participó en la "toma de Olot" y en la rendición de la Seo de Urgel durante la tercera guerra carlista en Cataluña. En 1886 contribuyó a sofocar las insurrecciones republicanas en la corte, mostrándole la Reina María Cristina su Real Aprecio. Falleció durante sus vacaciones en la localidad vizcaína de Guecho, trasladándose su restos mortales al Cementerio de Sestao.

## Condecoraciones y homenajes
- Cruz blanca de la Orden del Mérito Militar
- Cruz roja de la Orden del Mérito Militar
- Gran Cruz de la Orden del Mérito Militar
- Encomienda de Nuestra Señora de la Concepción de Portugal
- Encomienda del Mérito Militar de Baviera
- Gran Cruz de la Orden de San Hermenegildo
- 1907: Caballero de primera clase de la Orden imperial de la Corona de Hierro.[1] (Imperio Austroahúngaro)
- Medalla de Alfonso XII
- Cruz de la Orden de Carlos III
- Hijo Predilecto de Sestao
- Calle en Sestao